# جدجد نملي جنوبي
جدجد نملي جنوبي (الاسم العلمي:Myrmecophilus australis) هو نوع من الحشرات يتبع جنس الجدجد النملي من فصيلة الجداجد النملية.